# クレマー・レーシング

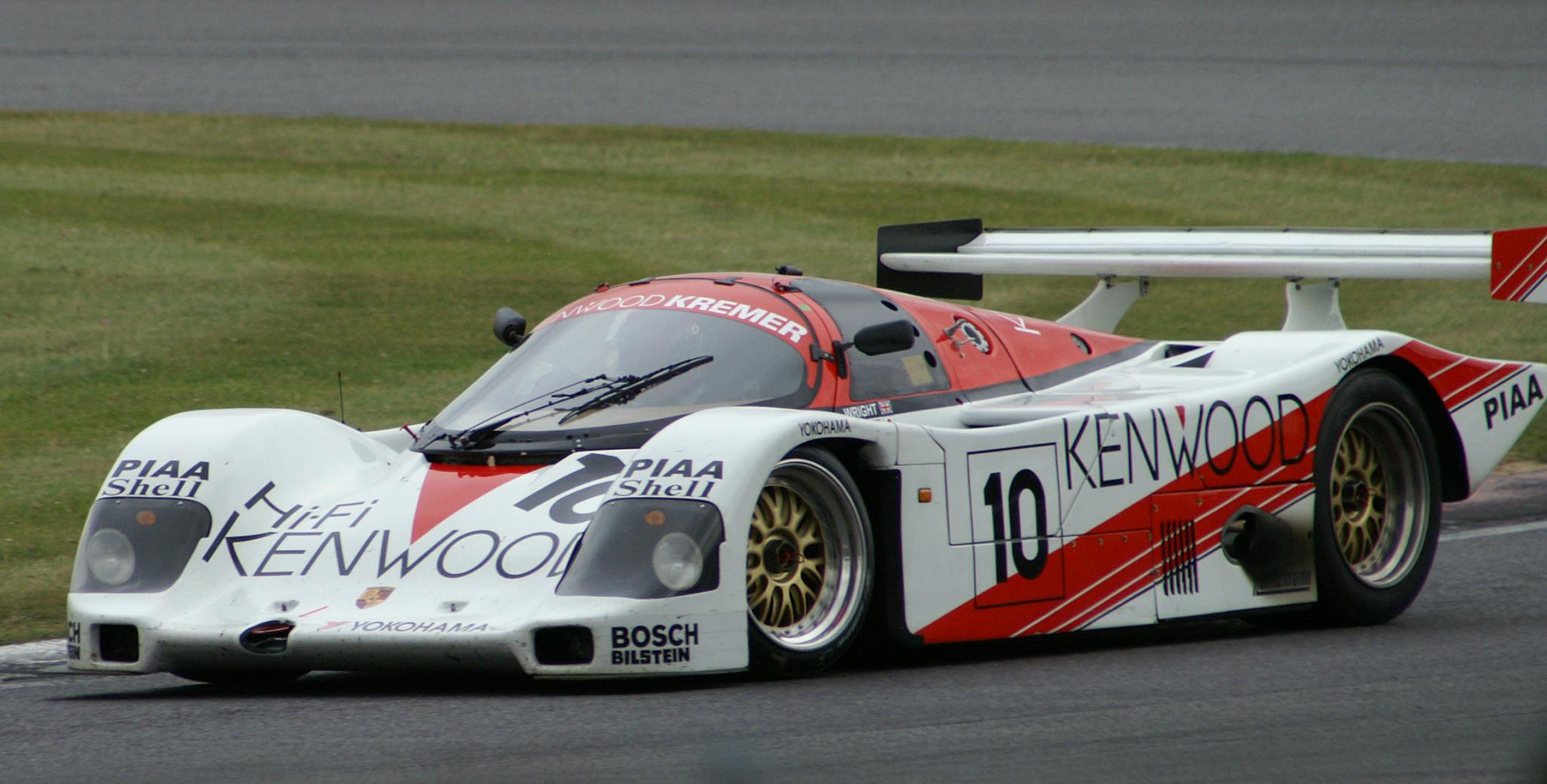
ポルシェ・962CK6 (1988年ルマン)

クレマー・レーシング（Kremer Racing）は、ドイツのケルンを拠点とするモータースポーツチームで、レーシングドライバーのアーウィン・クレマーと弟のマンフレッドによって、1962年に設立された。彼らは、ほぼすべてにおいてポルシェで国際レースに参戦しており、ある時期には、ブルン・モータースポーツ、ヨースト・レーシングと並んでポルシェの三強と並び称される事もあった。チームはポルシェでのレース参戦に加えて、ファクトリーからワークスマシンを手に入れることができなかったプライベートチームに、彼らが改良を施したポルシェのレースカーの販売も行った。

## 歴史
クレマーの最大の功績は、ドライバーのクラウス・ルートヴィッヒとアメリカ人の兄弟、ドンとビル・ウィッチントンとともに、独自開発したポルシェ・935K3で、1979年のル・マン24時間レースで勝利した。その後、1995年デイトナ24時間レースでドライバーのユルゲン・レシグ、クリストフ・ブシュー、ジョバンニ・ラバッジ、マルコ・ヴェルナーとともに、クレマー・K8 スパイダーで総合優勝した。ルマン24時間レースでは1970年から1996年の間で20回近くトップ10にランクインした。
日本からは、高橋国光、岡田秀樹らがポルシェ・962CK6をドライブした。
1994年、ホンダがNSXでル・マン24時間レースに初参戦の際には、耐久レースで実績を持つクレマー・レーシングにチーム運営を任せ、相次ぐ駆動系トラブルに苦しみながらも総合14、16、18位と全車完走した。
1997年のルマンにはポルシェ・911GT1で参戦した。
創設者アーウィンは2006年に亡くなり 、弟のマンフレッドが2008年に買い戻した後、マネージングディレクターのウエザウアーが、チームの指揮をとり、2010年に起業家兼レーシングドライバーのエバハルトA.バウナハに売却され、現在に至る。

## チューンド ポルシェ

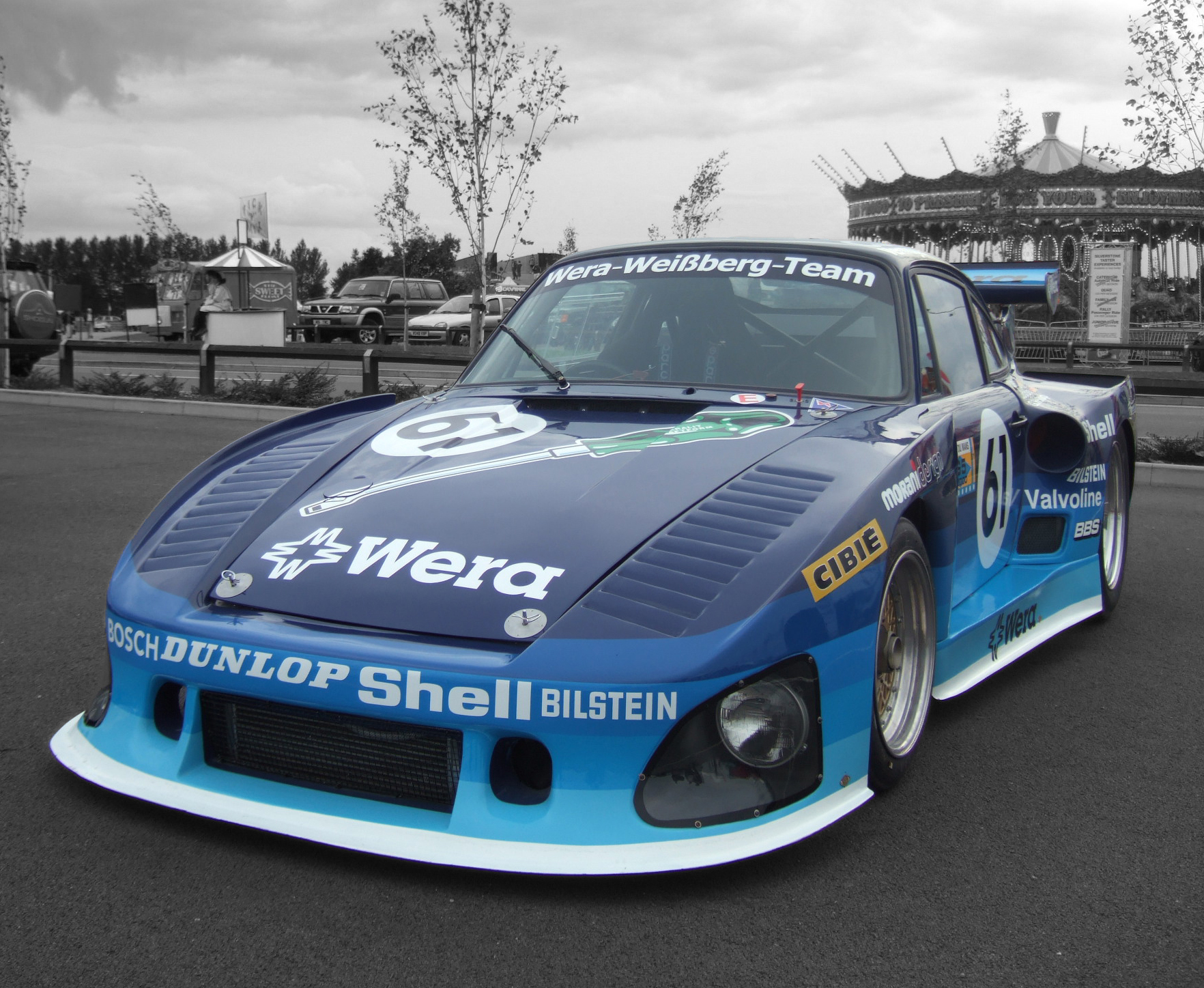
クレマー・935K3

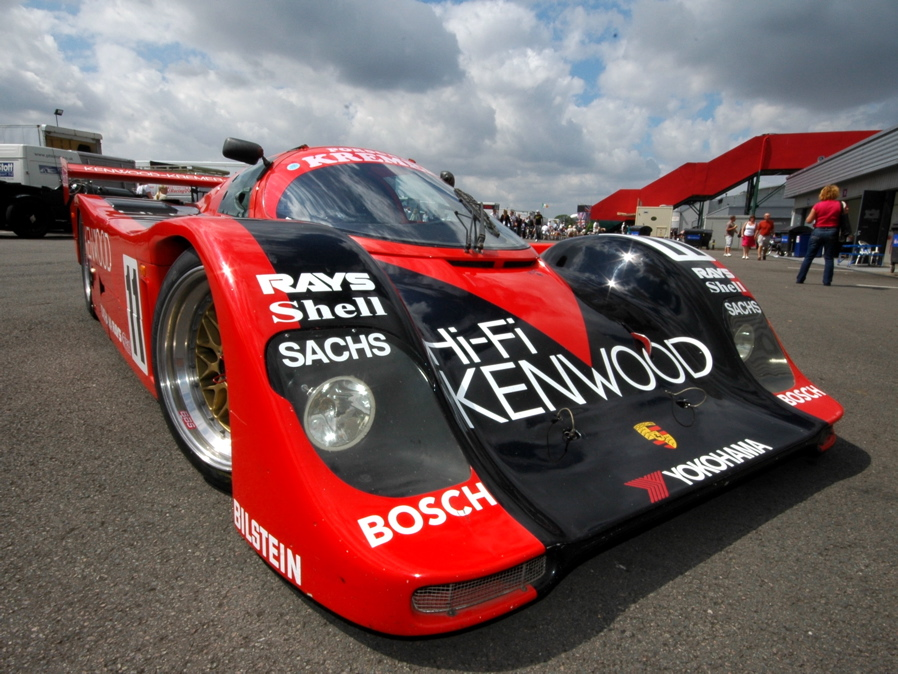
クレマー・962CK6

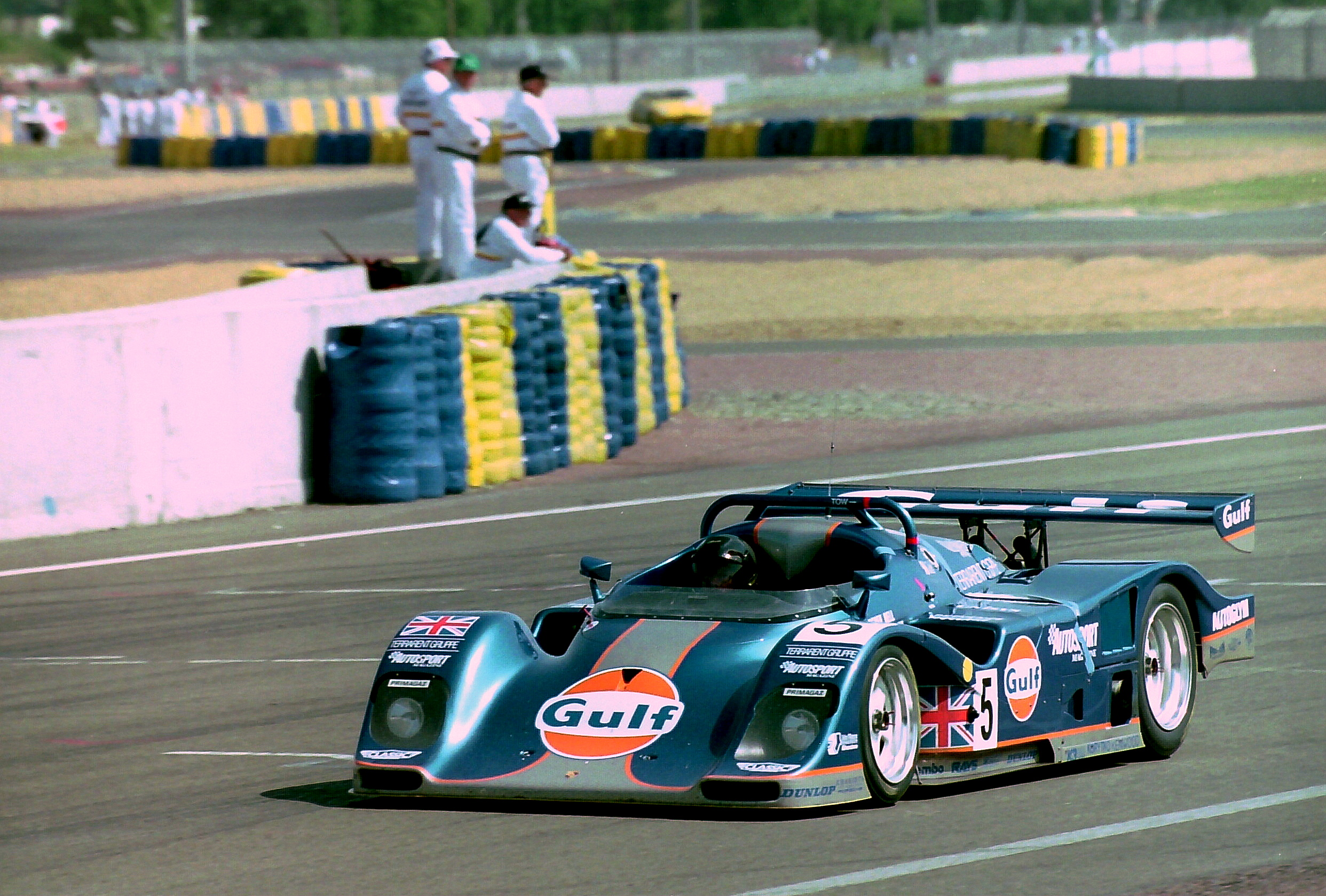
クレマー・K8 スパイダー

1970年代に、クレマーは最初にポルシェ・911、914-6 GT、および934を改良した。その後、935で、クレマーは改良したモデルをK(クレマー)で指定し始め、その後に改良順に番号が続いた。 8台の車がそのように改良された。
- 935K1 - 1976年に彼らが最初に独自開発した935、ベースは911 "カレラRSK"であり、ワークスからパーツの提供を受けていた。
- 935K2 - 1977年に開発されたK1の改良車。
- 935K3 - ファクトリー935 / 78sのボディワークを模倣し開発された。ワークスポルシェで使用されている水冷インタークーラーを空冷化することで、冷却効率が高められ、軽量化にも貢献した。最も成功した935の改良車。1979年のル・マン24時間レースの優勝車。
- 935K4 - スペースフレームを備えた、1981年に投入された新バージョン
- CK5 - 1983年に956がクレマーに提供されるまで、936をグループCのレギュレーションに合わせるため936に屋根を取り付け、新しいボディシェイプの車を製作した。
- 962CK6 - 962Cベースでカーボン製モノコックを使用した[3]。
- CK7スパイダー - インターセリエで使用された、962をオープンコックピットに改良した、プロトタイプカー
- K8スパイダー - インターナショナルスポーツカーレーシングシリーズとル・マン24時間レースで使用するために開発したK7の改良版。

クレマーはまた、1981年のル・マン24時間レースで使用するために自社製作の917(917-K81)を製作した。ポルシェから供給されたスペアと、追加の補強を施した新しいクレマー製のスペースフレームを組み合わせて構築されていた。
1990年代には911GT1とGT2も改良を施した。
また、市販車のポルシェのチューニングも行っていたため、ブリヂストンはポルシェに認められるタイヤを作るために、クレマーでチューニングされたポルシェ・911ターボを使用していたと黒澤元治は証言している。